# Camaquã (microregio)
Camaquã is een van de 35 microregio's van de Braziliaanse deelstaat Rio Grande do Sul. Zij ligt in de mesoregio Metropolitana de Porto Alegre en grenst aan de microregio's Pelotas, Serras de Sudeste, Cachoeira do Sul, São Jerônimo en Porto Alegre. De microregio heeft een oppervlakte van ca. 5.820 km². In 2005 werd het inwoneraantal geschat op 131.283.
Acht gemeenten behoren tot deze microregio:
- Arambaré
- Barra do Ribeiro
- Camaquã
- Cerro Grande do Sul
- Chuvisca
- Dom Feliciano
- Sentinela do Sul
- Tapes

Mesoregio's: Centro Ocidental Rio-Grandense · Centro Oriental Rio-Grandense · Metropolitana de Porto Alegre · Nordeste Rio-Grandense · Noroeste Rio-Grandense · Sudeste Rio-Grandense · Sudoeste Rio-Grandense

Microregio's: Cachoeira do Sul · Camaquã · Campanha Central · Campanha Meridional · Campanha Ocidental · Carazinho · Caxias do Sul · Cerro Largo · Cruz Alta · Erechim · Frederico Westphalen · Gramado-Canela · Guaporé · Ijuí · Jaguarão · Lajeado-Estrela · Litoral Lagunar · Montenegro · Não-Me-Toque · Osório · Passo Fundo · Pelotas · Porto Alegre · Restinga Seca · Sananduva · Santa Cruz do Sul · Santa Maria · Santa Rosa · Santiago · Santo Ângelo · São Jerônimo · Serras de Sudeste · Soledade · Três Passos · Vacaria